# گولووینو (استان بلگورود)
گولووینو (انگلیسی: Golovino, Belgorod Oblast) یک شهرک در بخش بلگورودسکی استان بلگورود کشور روسیه است.